# Tadeusz Michalik
Tadeusz Michalik (16 febbraio 1991) è un lottatore polacco, specializzato nella lotta greco-romana.

## Biografia
Ai europei di Riga 2016 ha vinto la medaglia di bronzo nel torneo della lotta greco-romana categoria 85 chilogrammi.
Grazie al quinto posto ottenuto ai mondiali di Nur Sultan 2019, si è qualificato ai Giochi olimpici estivi di Tokyo 2020.

## Palmarès
- Europei

Riga 2016: bronzo negli 85 kg.
- Mondiali universitari
- Pécs 2014: bronzo negli 85 kg.